# Епархия Сироса и Милоса
Епархия Сироса и Милоса (лат. Dioecesis Syrensis et Milensis) — епархия Римско-католической церкви c кафедрой в городе Ано-Сирос, остров Сирос, Греция. Епархия Сироса и Милоса распространяет свою юрисдикцию на острова Сирос, Милос, Кеа, Кимолос, Китнос и Серифос. Епархия Сироса и Милоса входит в митрополию Наксоса, Андроса, Тиноса и Миконоса. Кафедральным собором епархии Сироса и Милоса является церковь святого Георгия.

## История
Епархия Сироса и Милоса образована в XIII веке. В 1627 году на острове Сирос насчитывалось 67 католических церквей, большинство жителей острова являлись католиками. После вхождения острова в состав Османской империи численность католиков сократилась. В 1746 году здесь проживало около 2 тысяч католиков. В 2001 году католики составляли 47 % жителей острова.

## Ординарии епархии
- епископ Ioannes Baptistus Russin (5.10.1800 — 14.09.1824)
  - Sede Vacante (1824—1830)
- епископ Luigi Maria Blancis da Ciriè, O.F.M. (15.03.1830 — † 30.10.1851)
- епископ Giuseppe Maria Alberti (30.10.1851 — † 18.03.1880)
- епископ Teofilo Massucci, O.F.M. (1.10.1880 — 18.02.1895)
- епископ Teodoro Antonio Polito (27.03.1895 — 11.06.1901), назначен архиепископом Корфу
- епископ Domenico Darmanin (18.06.1901 — 4.03.1912), назначен архиепископом Корфу
- епископ Antonio Macrioniti (2.07.1912 — 9.12.1936)
- епископ Антонио Грегорио Вуччино, A.A. (9.06.1937 — 29.05.1947), назначен архиепископом Корфу, Занте и Кефалинии
- епископ Георгий Ксенопулос, S.J. (29.05.1947 — 27.06.1974)
- епископ Франгискос Папаманолис, O.F.M. Cap. (27.06.1974 — 13.05.2014)
- епископ Петрос Стефану (с 13.05.2014 — по настоящее время)

## Источник
- Annuario Pontificio, Libreria Editrice Vaticana, Città del Vaticano, 2003, ISBN 88-209-7422-3